# Ammassalik Muzeum w Tasiilaq (Grenlandia, gmina Sermersooq)
Muzeum Ammassalik – małe lokalne muzeum historii kultury mieszczące się w kościele w mieście Tasiilaq, w południowo-wschodniej Grenlandii.

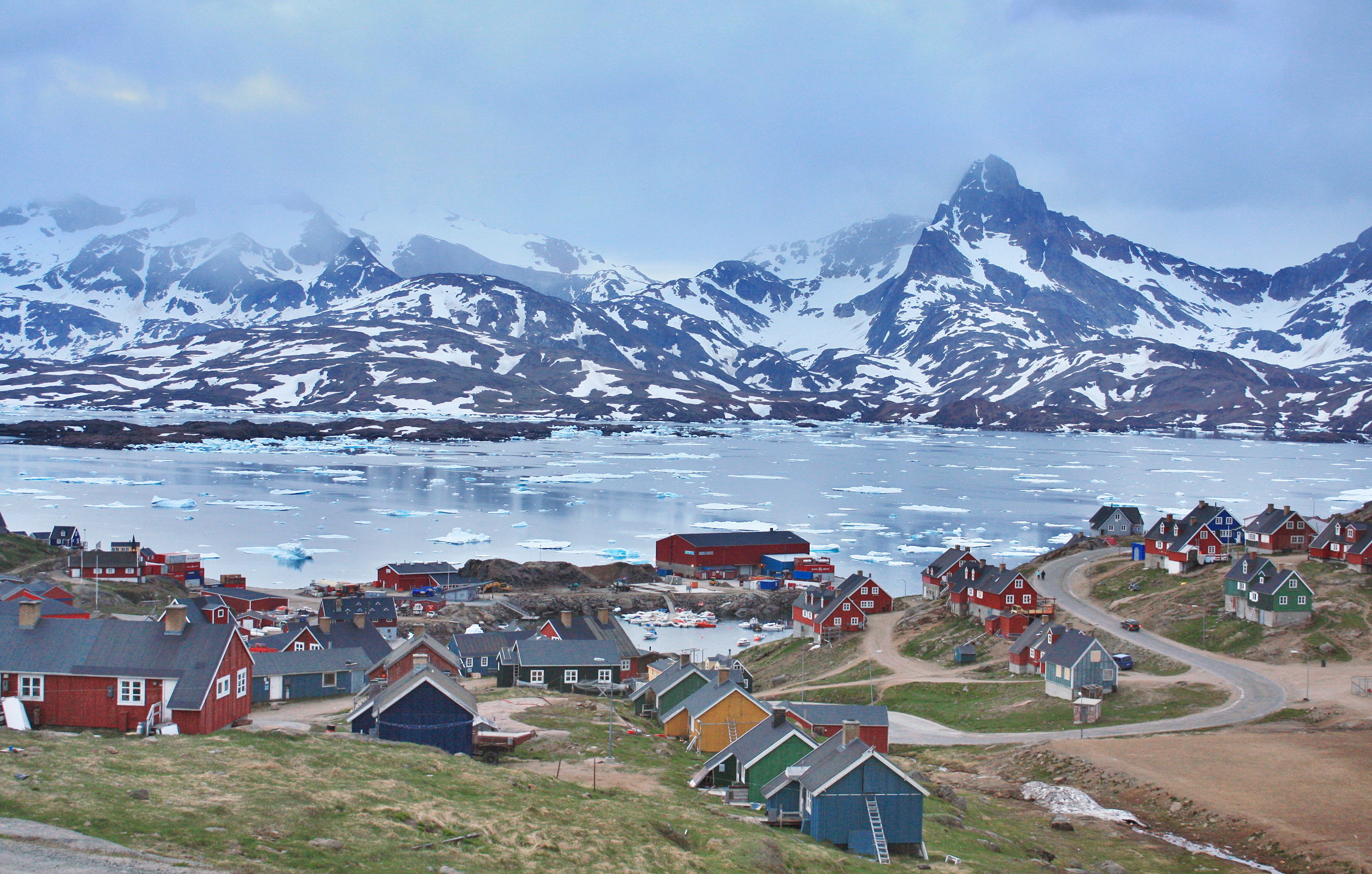
Tasiilaq w 2009 roku

Ekspozycje w dawnym kościele przedstawiają maski wschodniogrenlandzkich kostiumów, narzędzi, starych i nowych figur tupilaków, kajaków, sanek i innych przedmiotów użytkowych Wschodniej Grenlandii.

## Budynki
Muzeum Ammassalik składa się z pięciu budynków o numerach B 29, 36, 41, 59 i 1339. Wszystkie znajdują się na wzgórzu w pobliżu portu Tasiilaq.
Budynek B-29 o nazwie Dom Ziemniaczany został uznany za obiekt godny uwagi, ponieważ jest jednym z najlepiej zachowanych domów warzywnych na Grenlandii. Dom służy do zimowego przechowywania muzealnego umiaqa i kajaków.
Budynek B-36 mieści Muzeum Fotografii i pełni on kilka funkcji: odbywają się tu zmieniające się wystawy fotografii i sztuki, dostępna jest stała wystawa licznych popiersii Wschodnich Grenlandczyków z lat 30. XX wieku rzeźbiarza Eigila Knutha, a także jest również dostęp do biblioteki z księgozbiorem muzeum.
Stary Kościół (budynek B-41) jest głównym budynkiem muzeum, w którym znajduje się kolekcja etnograficzna. Budynek był pierwszym kościołem chrześcijańskim w mieście, zaprojektowanym przez P.A Cortzena w 1903 r. i został otwarty w 1908 roku. Od tego czasu liczba mieszkańców znacznie wzrosła, co spowodowało konieczność budowy nowego i większego kościoła. Nowy kościół został otwarty w 1986 roku, a ten natomiast w 1990 roku został wykorzystany jako muzeum.
Najmniejszym budynkiem muzeum jest kaplica (budynek B-59), która stanowi razem ze starym kościołem jako architektoniczną całość, nie jest wykorzystywana do celów wystawienniczych.
B-1339 – Dom torfowy to rekonstrukcja tradycyjnego domu zimowego, w którym na ograniczonej przestrzeni mieszkało wiele rodzin. Dziś zwiedzający mogą poznać warunki życia z przeszłości. Dom powstał w 1994 roku, kiedy Tasiilaq obchodził 100-lecie swojego istnienia.

## Biblioteka i Archiwum[8]
Muzeum Ammassalik posiada niewielką kolekcję książek oraz archiwum z książkami i dokumentami do badań nad wschodnią Grenlandią i lokalną historią Tasiilaq. Materiały nie są przeznaczone do wypożyczenia, ale można z nich skorzystać w muzeum.

## Najstarszy Tupilaq[9]
Na wystawie muzealnej można zobaczyć najstarszy znany tupilaq ze Wschodniej Grenlandii. Została on wykonany przez Mitsivarniaangę (1860-1910), szamana Angmagssalik, w 1893 roku. Synem Mitsivarniaangi był późniejszy słynny artysta sztuki Wschodniej Grenlandii, Kaarale Andreassen (1890-1934). W kolekcji można również zobaczyć szereg nowszych tupilaków.

## Roots2Share[10]
Roots2Share to innowacyjny projekt zainicjowany przez dwa muzea holenderskie i dwa muzea grenlandzkie. „Multivoicedness” jest kluczowym terminem w tej międzynarodowej współpracy, która będzie wymagać aktywnego udziału ludzi zarówno na Grenlandii, jak i w Holandii. W ramach projektu zdigitalizowano ponad 10 000 zdjęć zrobionych przez holenderską parę Gerti i Noortje Nooter, którzy spędzili długi czas we Wschodniej Grenlandii w latach 1965–1986. Większość zdjęć została wykonana w Diilerilaaq (Tiniteqilaaq). Na platformie cyfrowej Root2Share ludzie mogą przeglądać zdjęcia oraz dodawać komentarze i historie.

## Sklep muzealny
W sklepie muzealnym można kupić książki, płyty DVD, CD, pocztówki, plakaty, sztukę lokalną i wiele innych pamiątek.